# Corde à sauter
Pour les articles homonymes, voir Corde.
 (décembre 2015).
Si vous disposez d'ouvrages ou d'articles de référence ou si vous connaissez des sites web de qualité traitant du thème abordé ici, merci de compléter l'article en donnant les références utiles à sa vérifiabilité et en les liant à la section « Notes et références ».
Pour la chanson de 2011 : Logobitombo (Corde à sauter)

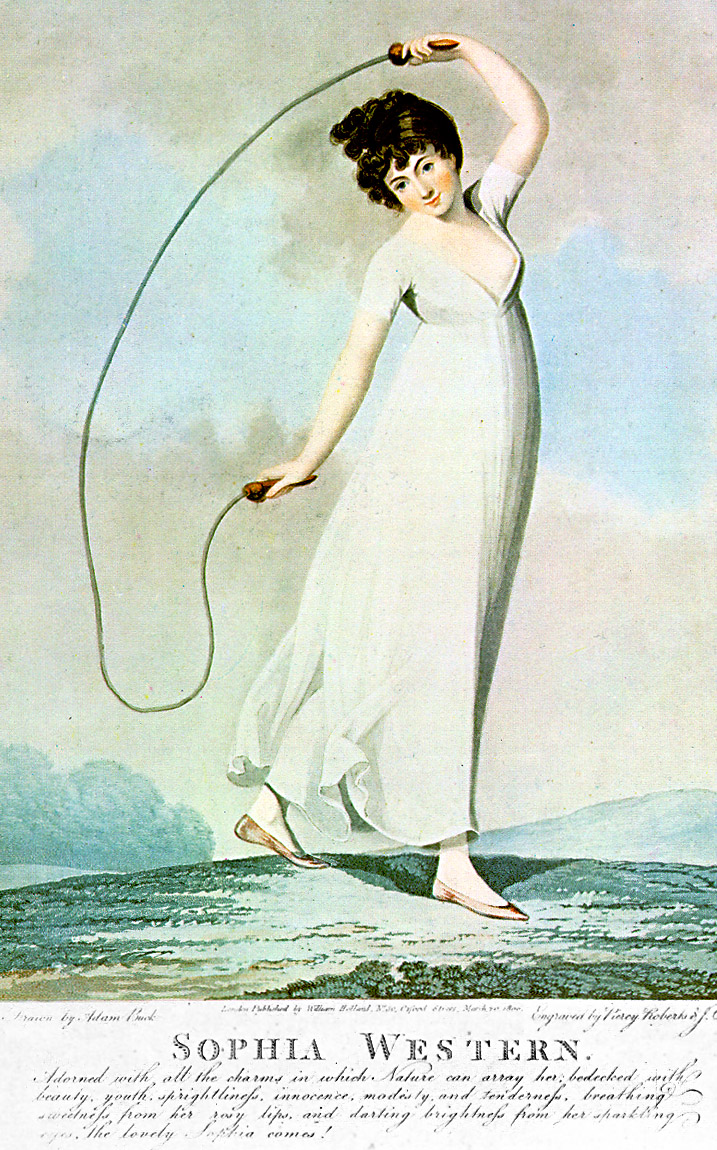
Une représentation de saut à la corde (1800) Texte : Drawn by Adam Buck
London Published by William Hogarth
Engraved by Piercy Roberts
SOPHIA WESTERN.
Adorned with all the charms in which Nature can array her, bedecked with beauty, youth, sprightliness, innocence, modesty and tenderness, breathing sweetness from her rosy lips, darting brightness from her sparkling eyes, the lovely Sophia comes !

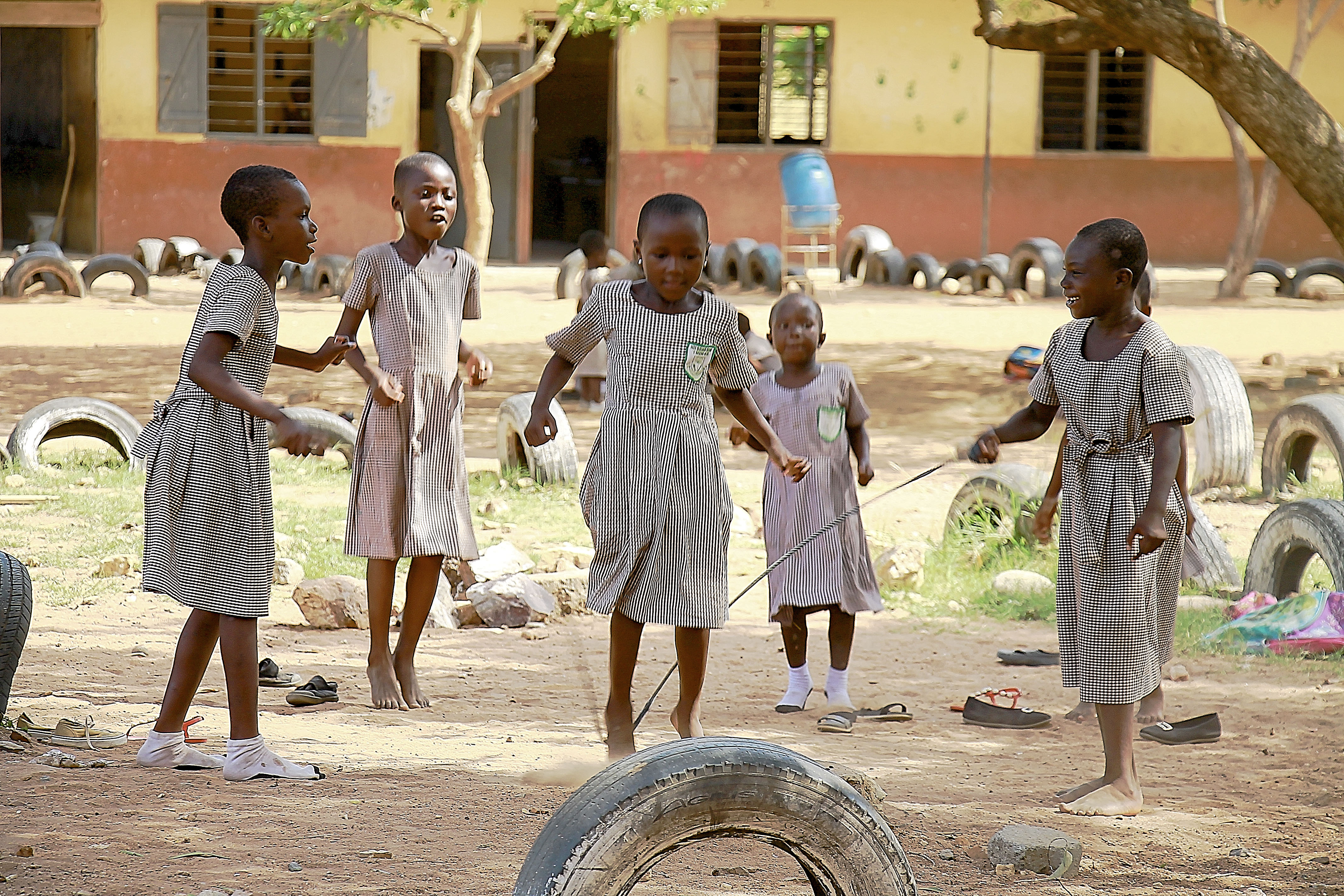
Élèves sautant à la corde pendant la récréation au Ghana.

La corde à sauter sert au jeu de saut à la corde, généralement pratiqué par un ou plusieurs enfants dans les cours de récréation sautant au-dessus d'une corde en rotation, de manière que la corde passe sous leurs pieds et au-dessus de leur tête. Ce jeu peut se jouer seul ou à plusieurs, auquel cas deux enfants font tourner la corde pendant qu'un troisième saute. Il existe aussi une variante plus difficile pratiquée avec deux cordes, double Dutch,  qui est un sport à part entière aujourd'hui en France avec la Fédération française de double Dutch (FFDD). Souvent, les enfants chantent en rythme avec les sauts.
Les participants peuvent simplement sauter jusqu'à ce qu'ils se fatiguent ou fassent une erreur, ils peuvent improviser des figures, ou tenter un ensemble prédéterminé de figures.
Les adultes quant à eux font de la corde à sauter seuls en tant qu'exercice de musculation des jambes, des fesses, du dos, des épaules et des abdominaux. Cette activité est aussi bénéfique pour le cœur et le système respiratoire, et permet de brûler rapidement des calories. Il existe même des cordes à sauter avec un compteur du nombre de sauts et de calories brûlées. 
Une formule populaire voudrait qu'une demi-heure de corde à sauter équivaut à une heure de jogging. La corde à sauter muscle les fessiers et les jambes.
Très pratiqué par les boxeurs, on peut en voir sauter à la corde dans certains films (par exemple Million Dollar Baby ou Rocky).

## Types de saut
- Croisé
- 180
- 360
- Double saut
- Balancement

## Compétition
Beaucoup de gens considèrent le saut à la corde comme une activité simple et amusante réservée aux enfants. Pourtant, c'est un sport pour lequel des athlètes sérieux s'entrainent toute l'année. Sauter à la corde demande de la force, de l'endurance, de la concentration et de la patience.
Ainsi la corde à sauter est pratiquée en compétition individuelle ou par équipe dans plusieurs pays comme la Chine, les États-Unis, le Canada, l'Australie et peu en Angleterre mais aussi en France. Une compétition typique consiste en une ou plusieurs épreuves libres (freestyle) et de rapidité. En épreuve libre, le sauteur doit effectuer une combinaison de figures en un temps donné, accompagné par de la musique. En épreuve de rapidité, le but est d'effectuer le maximum de sauts en un temps fixé. Le record du monde est de 188 sauts en 30 secondes[réf. nécessaire]. Il existe une compétition mondiale qui se tient tous les deux ans en juillet. En juillet 2004 elle s'est déroulée en Australie et en 2006 elle eut lieu au Canada. Le Suisse Michel Giroud (ancien boxeur champion d'Europe) détient deux records du monde de corde à sauter, en endurance (11 heures et 2 minutes) et de vitesse sur 1 heure avec 4 tours par seconde ! Les Français ont eux aussi leur lots de victoire avec notamment l'équipe Ebene double dutch champion du monde en épreuve libre en 2006, 2010 et 2011 mais aussi l'équipe IV de légende champion du monde 2013 et vice champion du monde 2014 à Orlando aux États-Unis.

## Corde à sauter etfitness
La corde à sauter et le fitness sont depuis très longtemps liés. Beaucoup de personnes l'utilisent dans les salles de remise en forme pour les biens faits qu'apporte cet outil.

Plusieurs concepts on vu le jour s'inspirant de la corde à sauter en boxe et autres sports de haut niveau.
Le CrossFit a énormément mis en avant l'intérêt de la corde à sauter ses dernières années. Les crossfiteurs l'utilisent énormément en effectuant des "double unders" (double sauts DU) lors de leurs WOD (Work Of the Day).